# Euphorbia minuta
Euphorbia minuta es una especie de fanerógama perteneciente a la familia de las euforbiáceas. Es originaria de la península ibérica.

## Descripción
Es una planta fruticulosa, con frecuencia pluricaule, glabra, papilosa, a veces con papilas tricoides, algo glauca. Rizoma grueso, hasta de 10 mm de diámetro, de ordinario muy nudoso, ocasionalmente delgado y serpenteante. Tallos de 4- 15(25) cm, simples o ramificados desde la base, erectos, por excepción ascendentes, poco rígidos, delgados, hasta de 1,5 mm de diámetro, hasta con 2(4) ramas laterales fértiles. Hojas 3-15(18) x 1-5(8) mm, que disminuyen progresivamente de tamaño hacia la base, densamente dispuestas en el tercio inferior, a menudo rojizas en el margen; hojas medias y superiores oblanceoladas o elípticas, apiculadas, a veces lineares en los brotes estériles; las inferiores oblanceoladas, apiculadas en el ápice, a menudo involutas en el 1/4 superior, enteras o por excepción denticuladas en el ápice. Pleocasio con (2)3-4(10) radios hasta de 30 mm, delgados, 1(2) veces bifurcados, verde; brácteas pleocasiales ovadas, rómbico-ovadas o anchamente elípticas, enteras o débilmente denticuladas; brácteas dicasiales anchamente ovadas o suborbiculares, enteras o débilmente denticuladas, libres. Ciatio de 1,5-2 mm, glabro, cortamente pedunculado; nectarios apendiculados, purpúreos, con dos apéndices de 0,2-0,4 mm, con el margen escotado, truncado o irregularmente crenado-lobado, por excepción, sin apéndices. Fruto 3-3,5 x 3,3-3,7 mm, ovoideo, glabro, poco o muy sulcado; cocas redondeadas, lisas. Semillas 2,3-2,6 x 1,4-1,6 mm, ovoideas, rugosas, grisáceas, a menudo obscuras entre las rugosidades; carúncula de 0,3-0,6 x 0,4-0,7 mm, subsésil, hemisférica o anchamente cónica, caediza, subterminal.

## Distribución y hábitat
Se encuentra en matorrales aclarados, pastos pedregosos, taludes y en general en los lugares abiertos y muy soleados; prefiere los substratos calizos, en general los margosos, arcillosos o, más raro, yesíferos; a una altitud de 100-1100(2400?) metros, en el centro y este de la península ibérica, escasea hacia el sur de España

## Taxonomía
Euphorbia minuta fue descrita por Loscos & J.Pardo y publicado en Ser. Inconf. Pl. Aragon. 96. 1863.
Etimología
Euphorbia: nombre genérico que deriva del médico griego del rey Juba II de Mauritania (52 a 50 a. C. - 23), Euphorbus, en su honor – o en alusión a su gran vientre –  ya que usaba médicamente Euphorbia resinifera. En 1753 Carlos Linneo asignó el nombre a todo el género.
minuta: epíteto latín que significa "pequeña".
Sinonimia
- Euphorbia juniperifolia Rich. ex Boiss.
- Euphorbia pauciflora Dufour
- Tithymalus minutus (Loscos & J.Pardo) Soják
- Tithymalus pauciflorus Bubani[6]